# Pennantia cunninghamii
Pennantia cunninghamii är en tvåhjärtbladig växtart som beskrevs av John Miers. Pennantia cunninghamii ingår i släktet Pennantia och familjen Pennantiaceae. Inga underarter finns listade.